# Distretto di Jaipur
Il distretto di Jaipur è un distretto del Rajasthan, in India, di 5 252 388 abitanti. È situato nella divisione di Jaipur e il suo capoluogo è Jaipur.